# 徐卫兵
徐卫兵（1961年—)，江苏如东人。中国人民解放军海军少将军衔。

## 生平
历任海军工程大学副校长，海军上海保障基地司令员，海军指挥学院院长，海军后勤部部长。